# Feuerthal
Feuerthal ist ein Gemeindeteil der Stadt Hammelburg im unterfränkischen Landkreis Bad Kissingen in Bayern.

## Geographische Lage
Das Kirchdorf Feuerthal liegt nordöstlich von Hammelburg und ist südwärts mit Westheim verbunden. Östlich von Feuerthal verläuft in Nord-Süd-Richtung die Bundesautobahn 7.

## Geschichte
Die erste bekannte Erwähnung des Ortes stammt aus dem Jahr 1303. Der Name Feuerthal hat wohl nichts mit Feuer zu tun, sondern leitet sich vom althochdeutschen Begriff Furtal ab, was so viel bedeutet wie in einer holzreichen Gegend gelegene Siedlung.
Die örtliche Kirche St. Wendelin stammt ursprünglich aus dem 13. Jahrhundert, allerdings ist nur noch der massige Turm aus dieser Zeit erhalten geblieben; das Langhaus stammt von 1934.
Im Rahmen der Gemeindegebietsreform wurde Feuerthal am 1. Januar 1972 ein Stadtteil von Hammelburg.

## Sonstiges
Das Wappen: „In silber auf grünem Dreiberg, aus dem zwei grüne Weinreben mit blauen Trauben wachsen, ein schwarzes Kreuz“.
Ein Höhepunkt im Dorfleben ist das Weinfest am zweiten Septemberwochenende, das viele Besucher aus der Umgebung anzieht.